# Tiriaspes
Tiriaspes (en llatí Tyriaspes, en grec antic Τυριάσπης) va ser un persa a qui Alexandre el Gran va nomenar sàtrapa de la regió de Paropamísades (modern Hindu Kush a l'Afganistan i Pakistan) a l'oest del riu Cophen, l'any 327 aC.
L'any següent Alexandre li va encarregar, junt amb Filip, sàtrapa de l'Índia, de sotmetre als assacenis que s'havien revoltat, segons diu Flavi Arrià. El seu govern sembla que va ser corrupte i Alexandre, l'any 325 aC el va destituir i al seu lloc hi va posar Oxiartes, que ja governava Gandhara. Tiriaspes va ser condemnat a mort i executat, segons Quint Curci Ruf.